# Ranunculus minjanensis
Ranunculus minjanensis är en ranunkelväxtart som beskrevs av K. H. Rechinger. Ranunculus minjanensis ingår i släktet ranunkler, och familjen ranunkelväxter. Inga underarter finns listade i Catalogue of Life.